# Pásmán-Quadrille
Die Pásmán-Quadrille ist eine Quadrille nach Motiven von Johann Strauss (Sohn). Ort und Datum der Uraufführung sind unbekannt.

## Einzelnachweis
1. ↑  Quelle: Englische Version des Booklets (Seite 117) in der 52 CDs umfassenden Gesamtausgabe der Orchesterwerke von Johann Strauß (Sohn), Hrsg. Naxos (Label). Das Werk ist als siebter Titel auf der 45. CD zu hören.